# Facultad de Ciencias Veterinarias (Universidad de Buenos Aires)

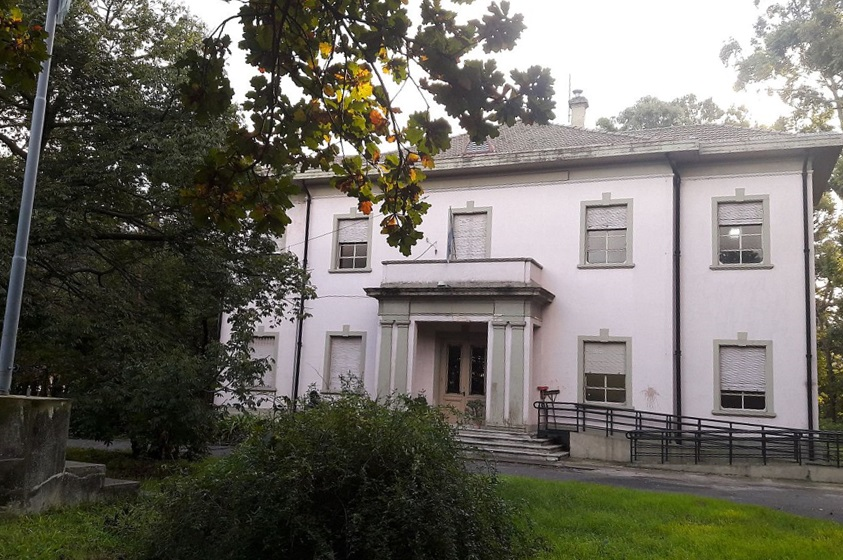
Pabellón de Zootecnia

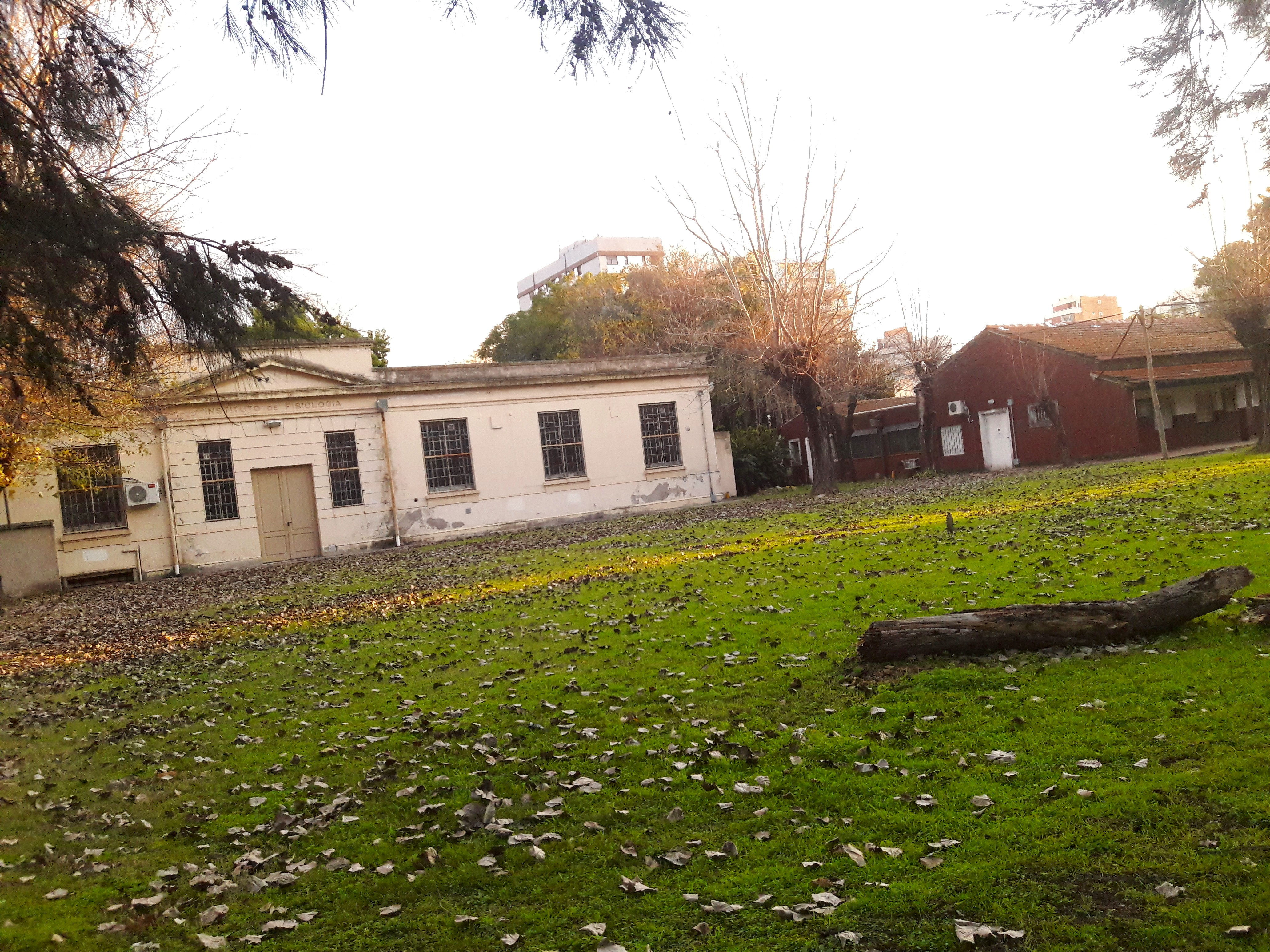
Hospital Escuela

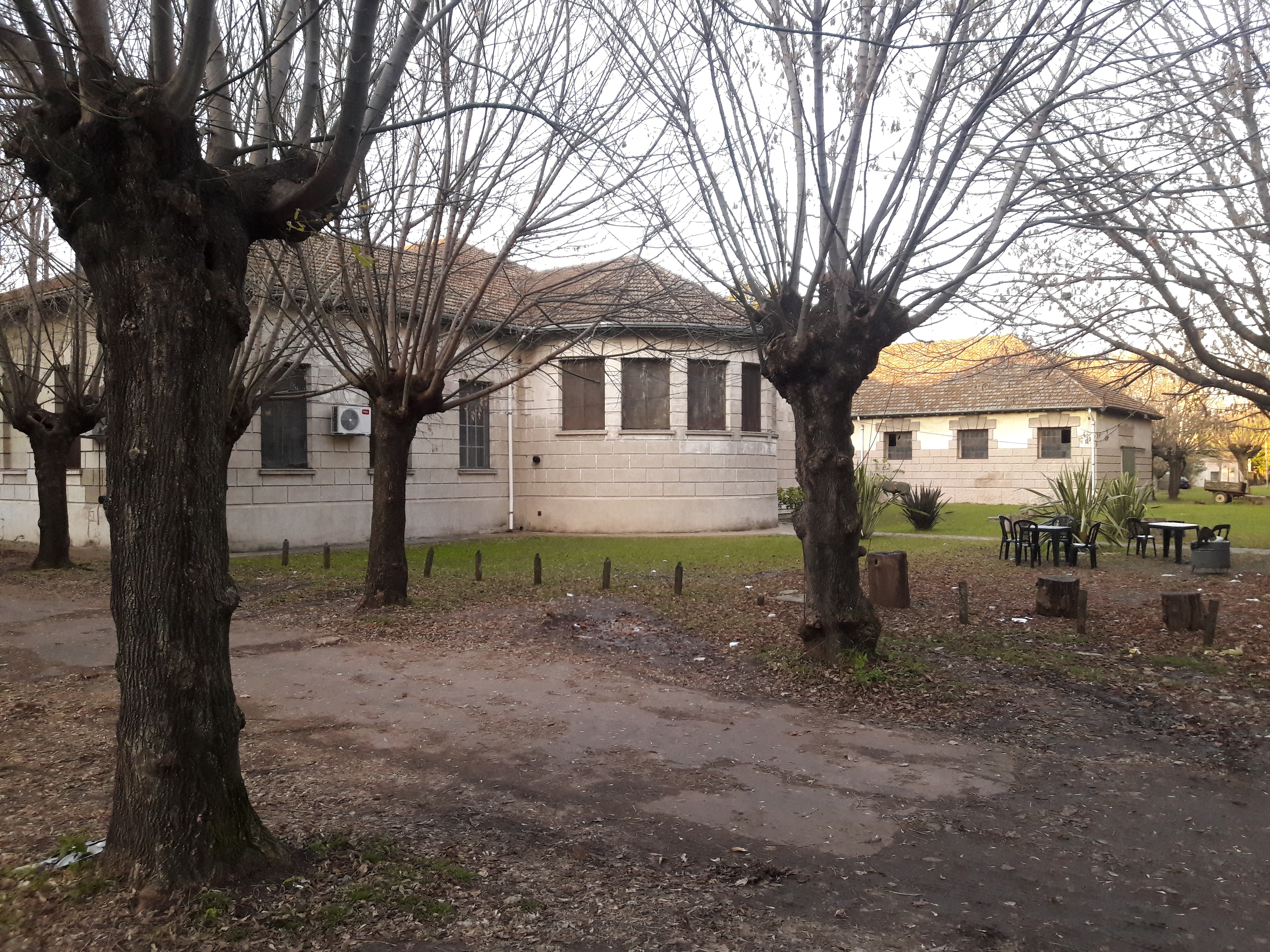
Cátedra de Cirugía

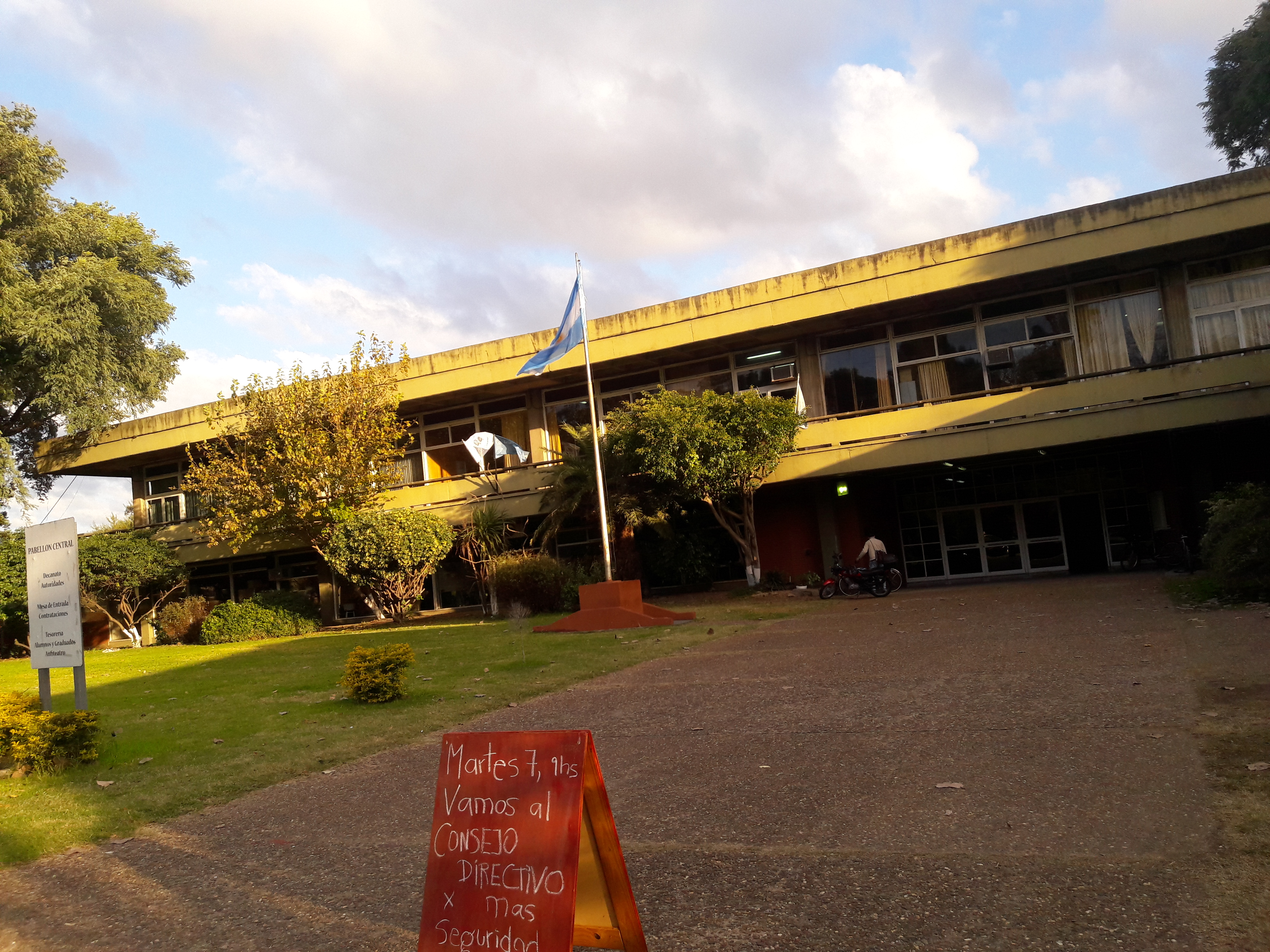
Pabellón Central

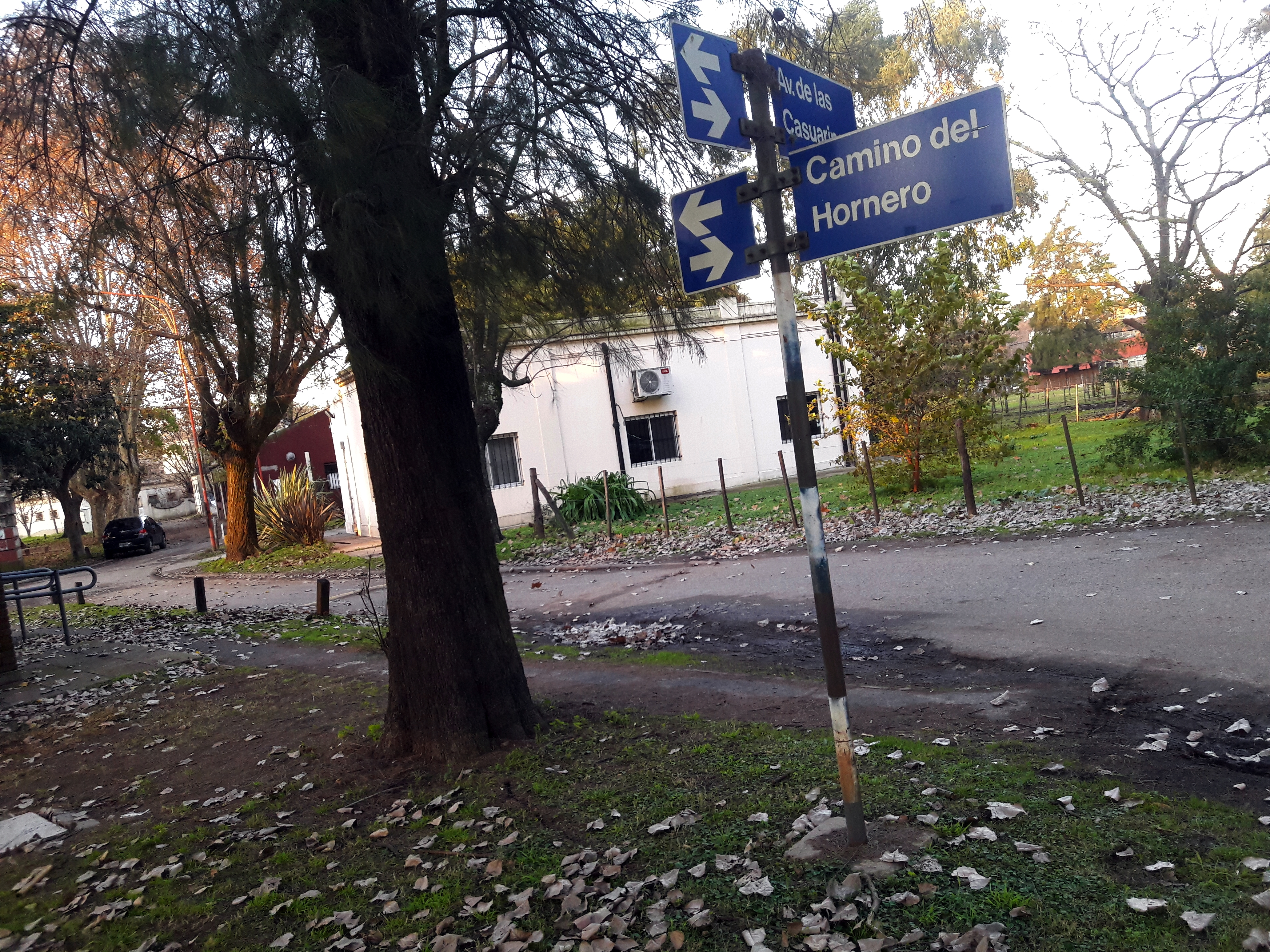
Calle interna

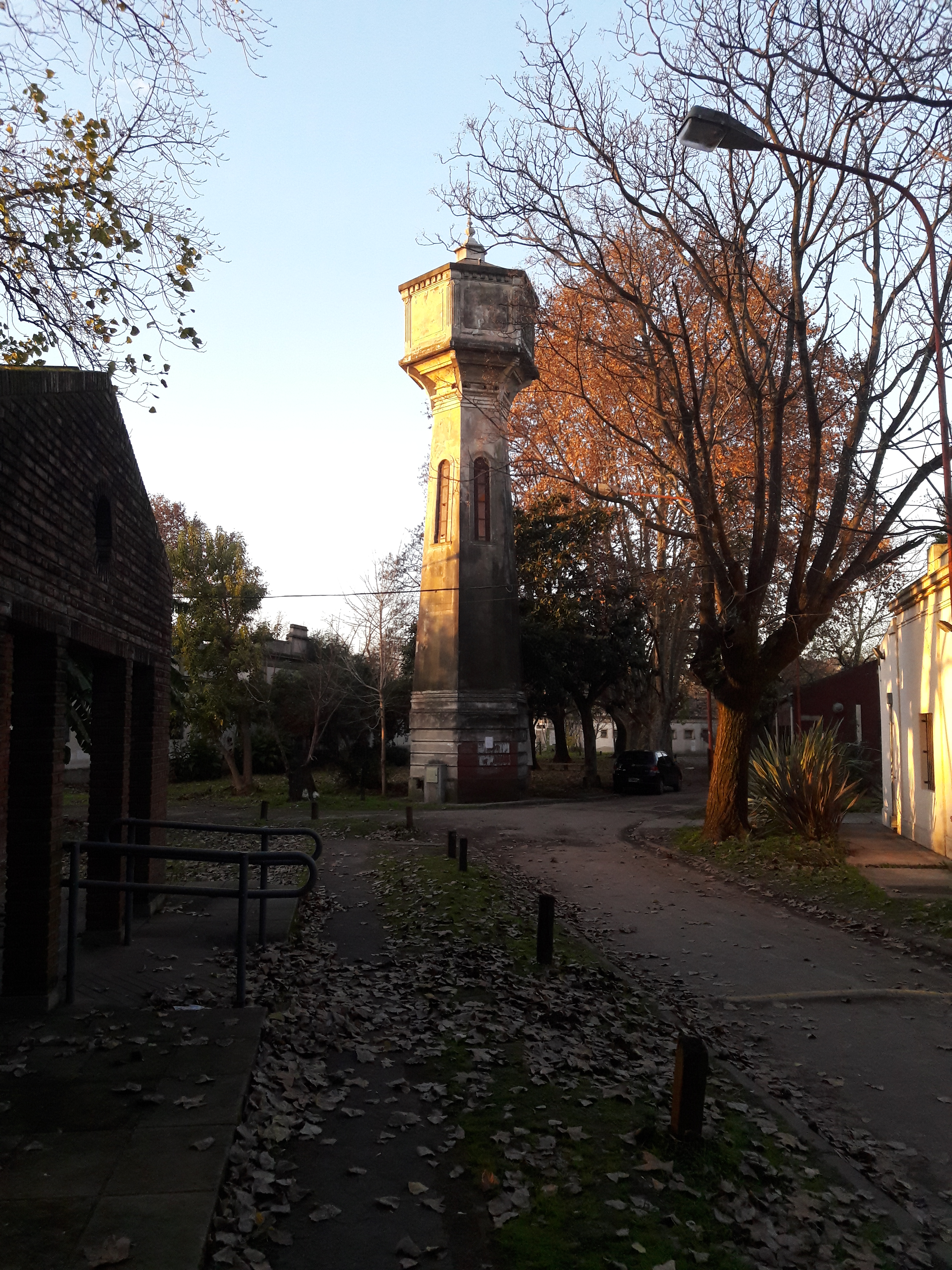
Tanque de agua

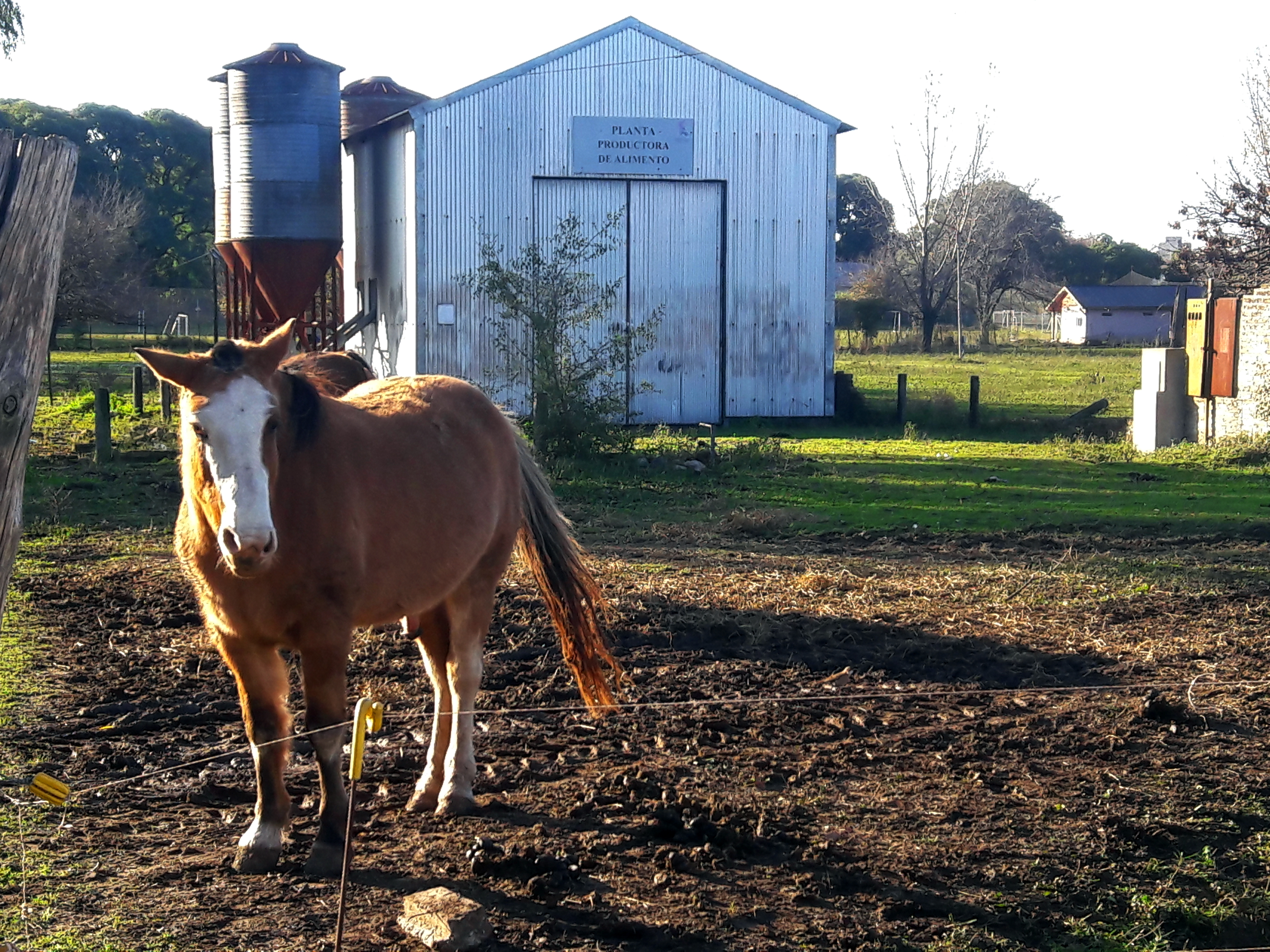
Planta Productora de Alimentos

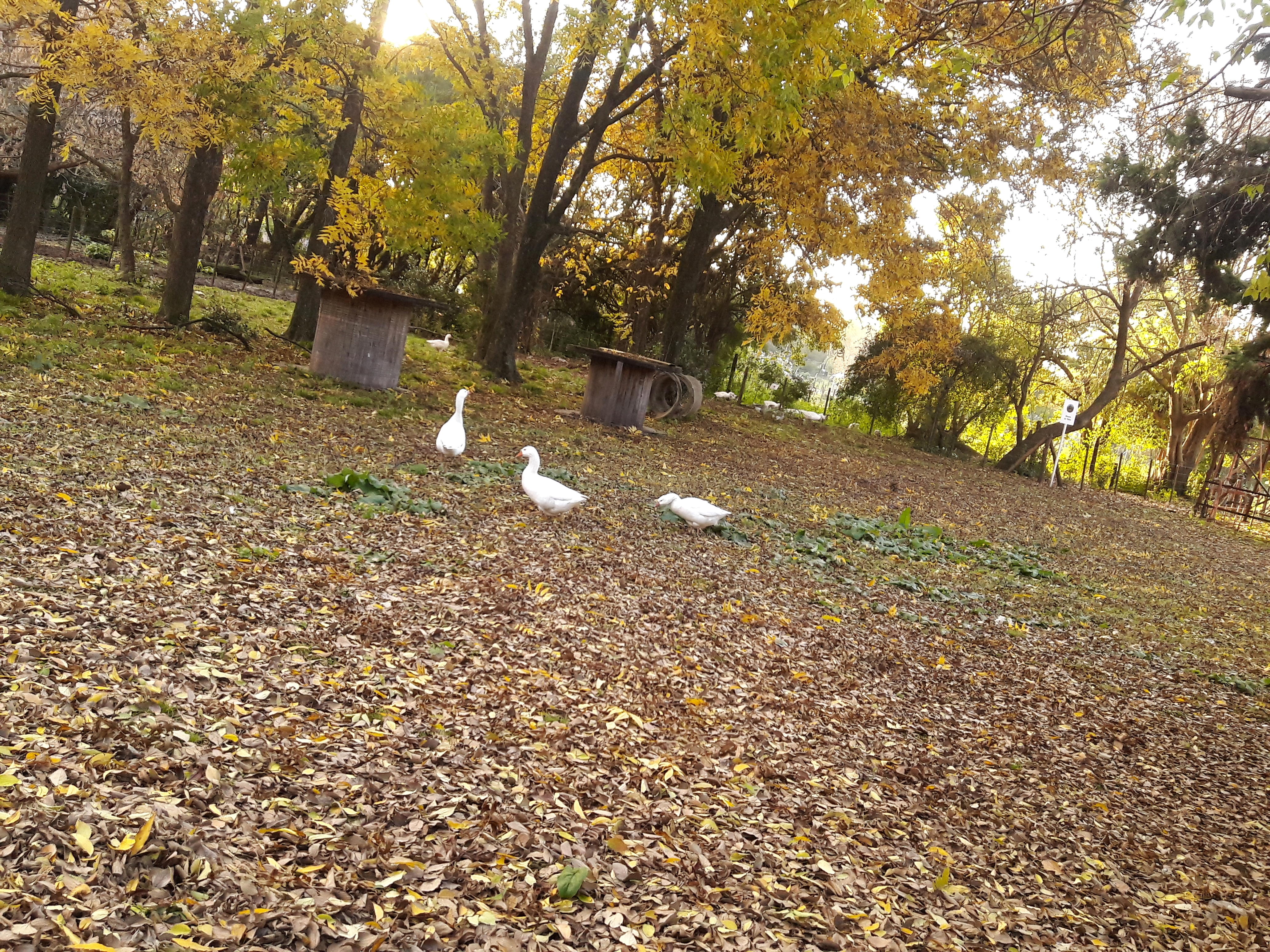
Gansos caminando en otoño

La Facultad de Ciencias Veterinarias (FCV) forma parte de la Universidad de Buenos Aires. Se localiza en un auténtico enclave rural en el oeste de la ciudad, en un predio de 72 hectáreas compartido con la Facultad de Agronomía.
Fundada hace 52 años como resultado de la división de la antigua Facultad de Agronomía y Veterinaria (conocida como separación de escuelas), su origen se remonta al Instituto Superior de Agronomía y Veterinaria creado en 1904, del que derivó, en 1909, la Facultad de Agronomía y Veterinaria. Actualmente se dictan las carreras de Veterinaria, Gestión integral de bioterios y Gestión de agroalimentos.
Al disponer de un espacio natural tan amplio, la facultad posee todo tipo de animales y criaderos a su disposición, tanto para crianza, producción, investigación, enseñanza, etc.
Posee además un hospital escuela, una biblioteca y centro multimedia, un centro cultural y una escuela agropecuaria. En el predio se realizan diversas tareas de investigación.

## Historia
El 19 de agosto de 1904, luego de que quedase en evidencia la falta de profesionales para hacer frente a las plagas y enfermedades que acosaban al ganado argentino, se crea por decreto el Instituto Superior de Agronomía y Veterinaria.
El instituto comenzó a funcionar el 25 de septiembre de 1904, envuelto en la polémica por el lugar remoto de su emplazamiento (en las afueras de la ciudad) y por la importancia dada a la formación de esas especialidades.
El primer rector fue el médico y químico Pedro N. Arata. Gran parte del plantel de profesores fue contratado en Europa. El doctor Joaquín Zabala fue el único veterinario argentino que participó en la primera camada.
Dos años después de su fundación, la escuela ya contaba con una revista propia, los Anales del Instituto Superior de Agronomía y Veterinaria de la Nación, así como también con un centro de estudiantes.
A fines de 1908 se graduó la primera camada de veterinarios: treinta profesionales se incorporaban así a la vida nacional.
En 1909, el éxito logrado en los primeros años llevó a que el Poder Ejecutivo incorporase al Instituto, hasta entonces dependiente del Ministerio de Agricultura, bajo el ámbito de la Universidad de Buenos Aires. La UBA, a su vez, transformó al Instituto en una facultad.
En 1924, el veterinario Daniel Inchausti se transformó en el primer graduado en ser decano de la Facultad de Agronomía y Veterinaria, donde se cursaba la carrera en la respectiva Escuela, de las dos en que se encontraba dividida.
Si bien en los primeros años la mayoría de los estudiantes seguían la carrera de veterinaria, desde 1913 la tendencia comenzó a revertirse, al punto que en algunos años los estudiantes de agronomía cuadruplicaban a los de veterinaria. Esto se acentúo a mediados del siglo XX, cuando comenzó a ser evidente que la desproporción entre ambas carreras hacía inviable la convivencia en una misma facultad.
Luego de la movilización de los estudiantes de veterinaria, con huelga de hambre, marchas y suspensiones de clases incluidas, se logró la sanción del decreto/ley 19908, del 23 de octubre de 1972, por el que se determinó la separación de escuelas y se crearon la Facultad de Agronomía y la Facultad de Ciencias Veterinarias, que comenzó a funcionar efectivamente a partir del 1 de enero de 1973.

## Carreras de grado
- Veterinaria
- Gestión integral de bioterios
- Gestión de agroalimentos

## Posgrado

### Maestrías
- Maestría en Salud animal
- Maestría en Gestión del agua
- Maestría en Reproducción animal
- Maestría en Bromatología y Tecnología de la industrialización de los alimentos
- Maestría en Salud pública
- Maestría en Biotecnología
- Maestría en Medicina deportiva del equino
- Maestría en Producción animal

### Especializaciones
- Carrera de especialización en docencia universitaria para ciencias veterinarias y biológicas
- Carrera de especialización en cirugía de pequeños animales
- Carrera de especialización en inocuidad y calidad agroalimentaria
- Carrera de especialización en cardiología clínica veterinaria
- Carrera de especialización en clínica médica de pequeños animales
- Carrera de especialización en medicina deportiva del equino
- Carrera de especialización en bromatología y tecnología de alimentos
- Carrera de especialización en cirugía de grandes animales
- Carrera de especialización en diagnóstico de laboratorio de enfermedades infecciosas veterinarias
- Carrera de especialización en bienestar animal
- Carrera de especialización en ultrasonografia diagnóstica en pequeños animales
- Carrera de especialización en terapia física para pequeños animales
- Carrera de especialización en Pesca y Producción Acuícola

## Instalaciones
La siguiente lista enumera los pabellones e instalaciones educativas, no así los animales los que se encarga cada una:
- Pabellón de Zootecnia (incluye las siguientes Cátedras: Producción de Aves, de Bovinos de Carne y de Leche, de Porcinos, de Ovinos, de Economía, de Bases agrícolas, de Bienestar animal y de Inglés técnico)
- Biblioteca y centro multimedia
- Pabellón Central (incluye: cátedra de Anatomía, aulas de Morfología, secretaría de Bienestar Estudiantil, Dirección de Alumnos, anfiteatros 11 y 12, cátedra de Farmacología, cátedra de Fisiología Animal y cátedra de Histología)
- Centro de estudiantes
- Caniles
- Bioterio central
- Comedor
- Tambo ovino modelo
- Pabellón Shang (incluye: cátedra de Inmunología y cátedra de Medicina, producción y tecnología en fauna acuática y terrestre)
- Jardín maternal
- Pabellón Reforma Universitaria (incluye: cátedra Salud Pública, cátedra Genética, cátedra de Bioestadística, cátedra de Virología y cátedra de Nutrición)
- Cátedra de Química biológica
- Administración de campo
- Cátedra de Anestesiología
- Tecnología, protección e inspección veterinaria de alimentos
- Cátedra de Patología quirúrgica
- Boxes de equinos
- Cátedra de Cirugía
- Cátedra de Teriogenología / Cátedra de Salud y producción equina
- Cátedra de Enfermedades infecciosas
- Cátedra de Medicina I (Semiología)
- Cátedra de Microbiología
- Cátedra de Química orgánica
- Cátedra de Física biológica
- Hospital escuela
- Cátedra de Parasitología y enfermedades parasitarias
- Cátedra de Patología general
- Centro cultural Martín Fierro
- Escuela agropecuaria
- Galpón de ponedoras
- Planta productora de alimentos
- Escuela de graduados
- Centro de Desarrollo Comunitario (CDC)
- Criadero de cerdos modelo
- Cátedra de Clínica médica y quirúrgica en rumiantes y cerdos
- Kioscos y buffet

## Organización política
El gobierno de la Facultad se compone de un consejo directivo y un decano. El Consejo Directivo está integrado por dieciséis miembros: ocho en representación de los profesores, cuatro en representación de los graduados y cuatro en representación de los estudiantes. Las elecciones de representantes estudiantiles para el Consejo Directivo (y para las Juntas de carrera) son obligatorias. El Consejo Directivo es el encargado de nombrar al decano y al vicedecano (por períodos de cuatro años), determinar el número de secretarías y sus funciones, aprobar los planes de estudios y dictar los reglamentos para el régimen interno de la Facultad.

## Galería

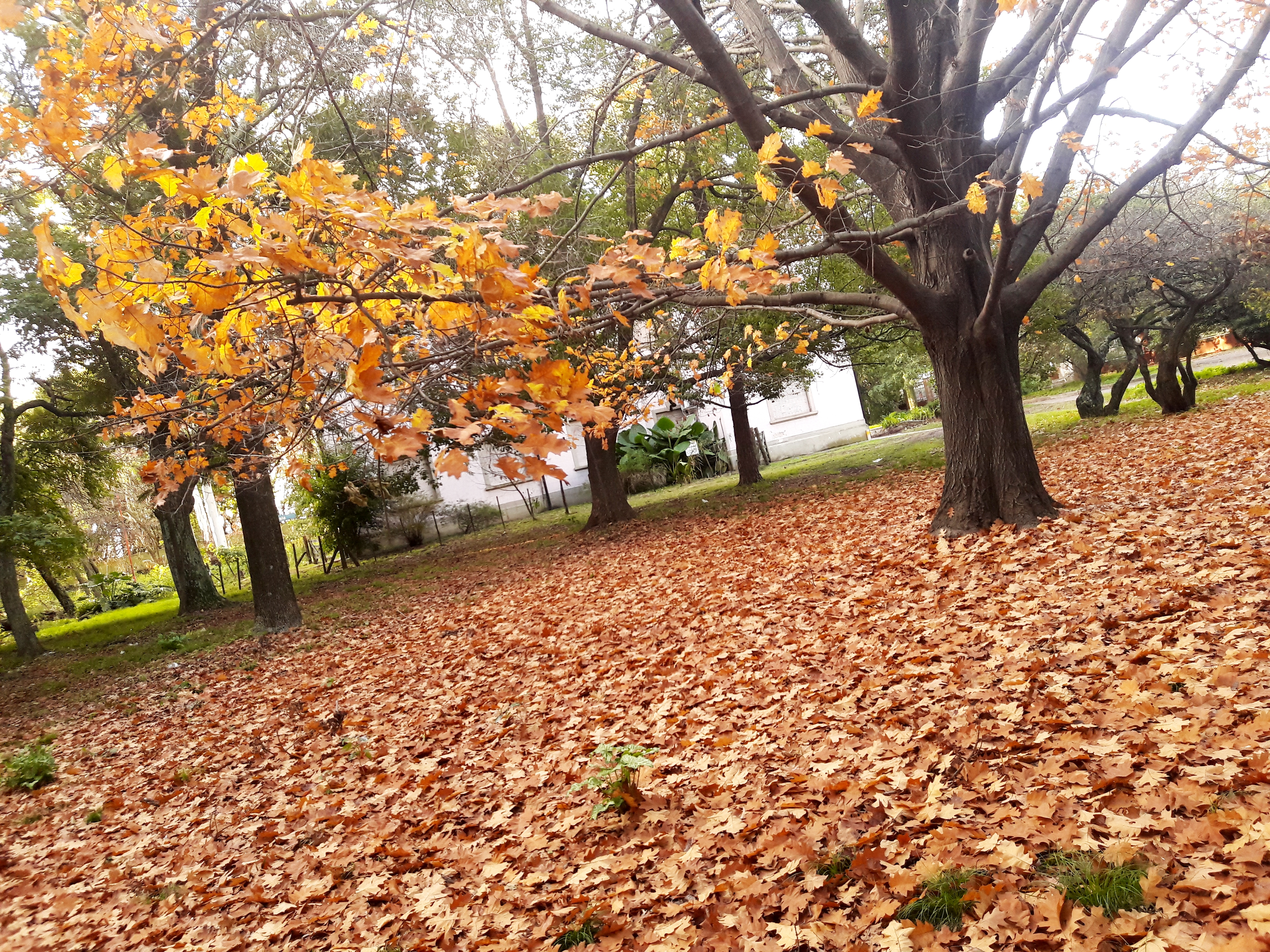
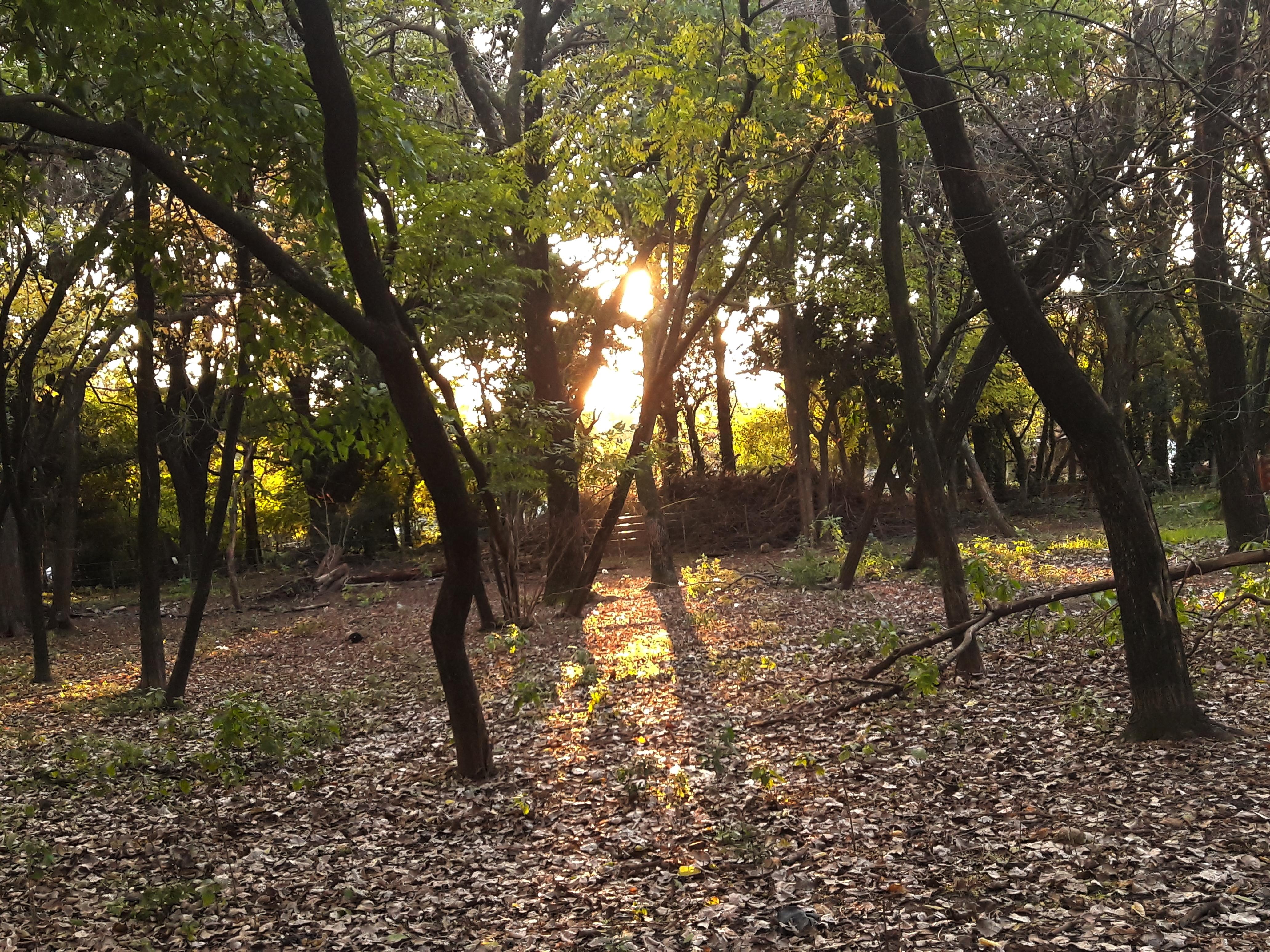
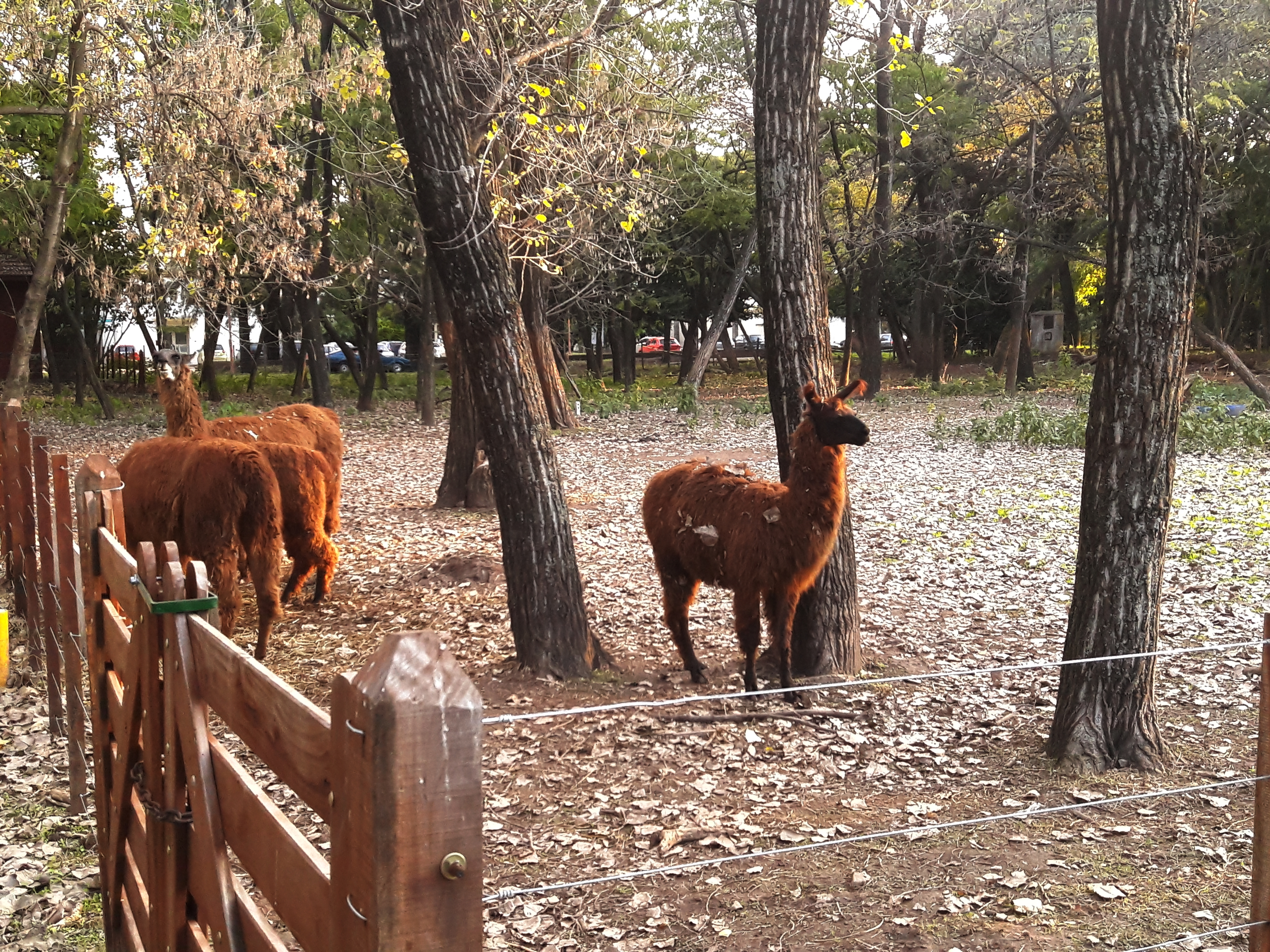
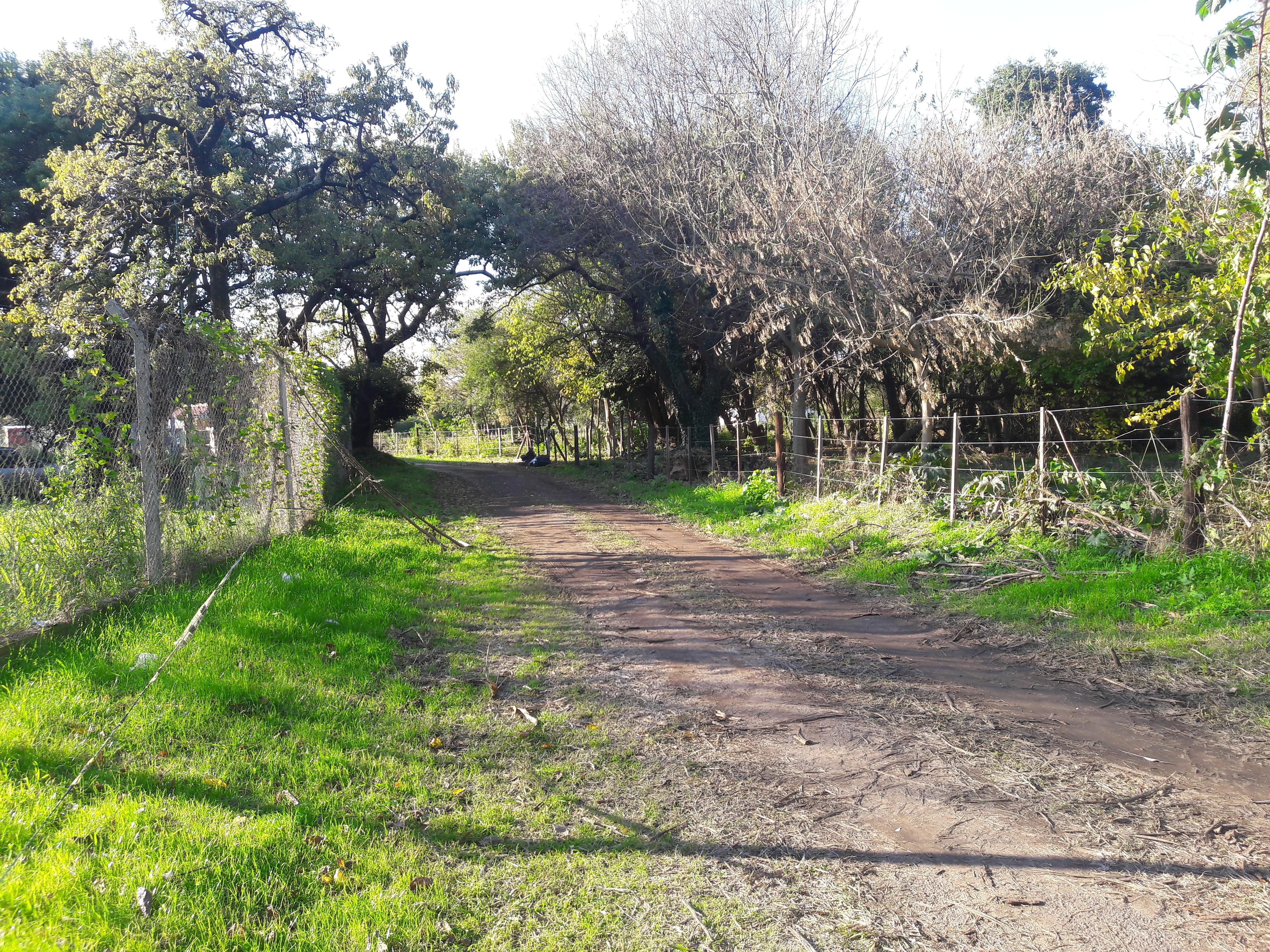
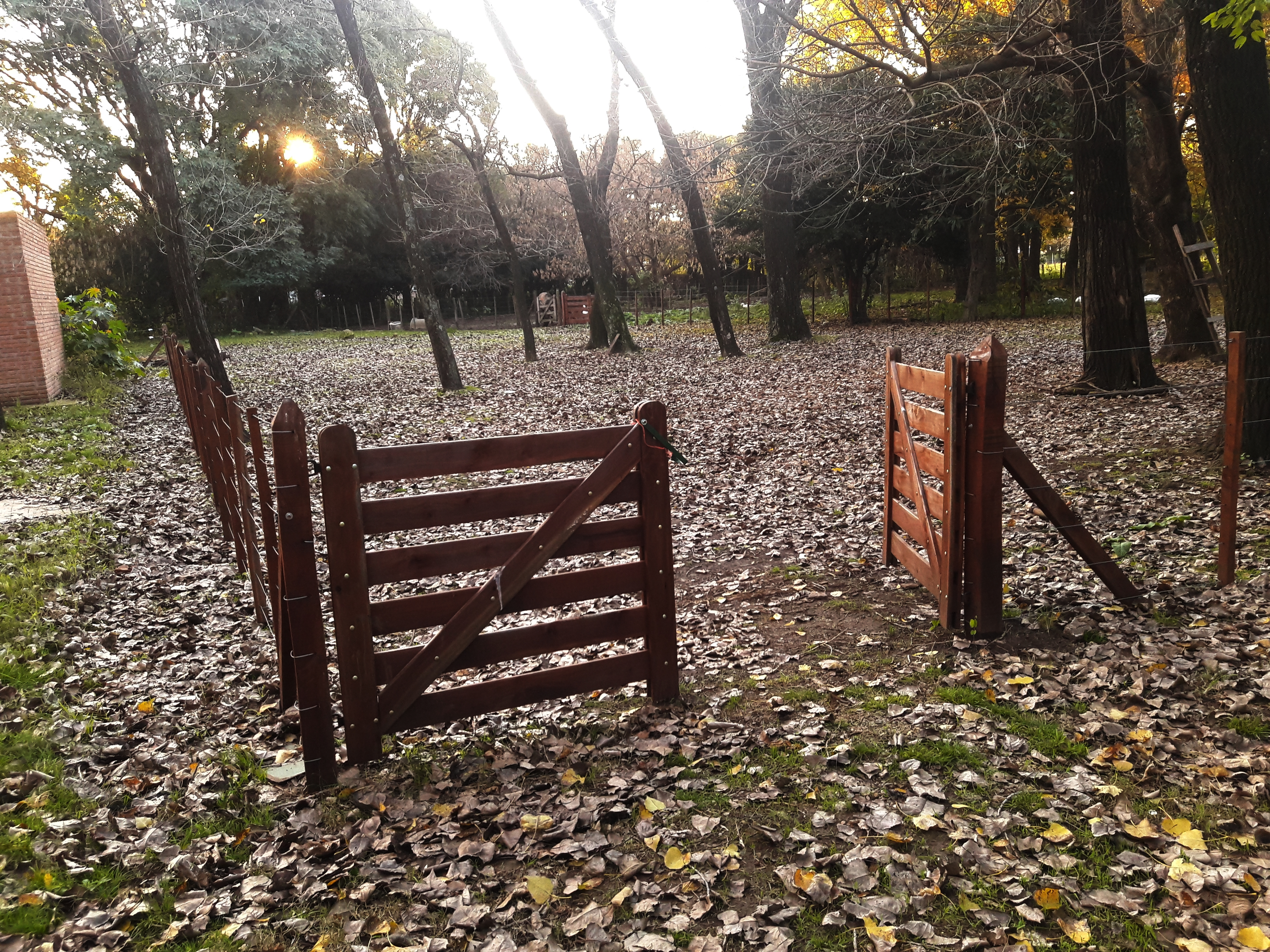
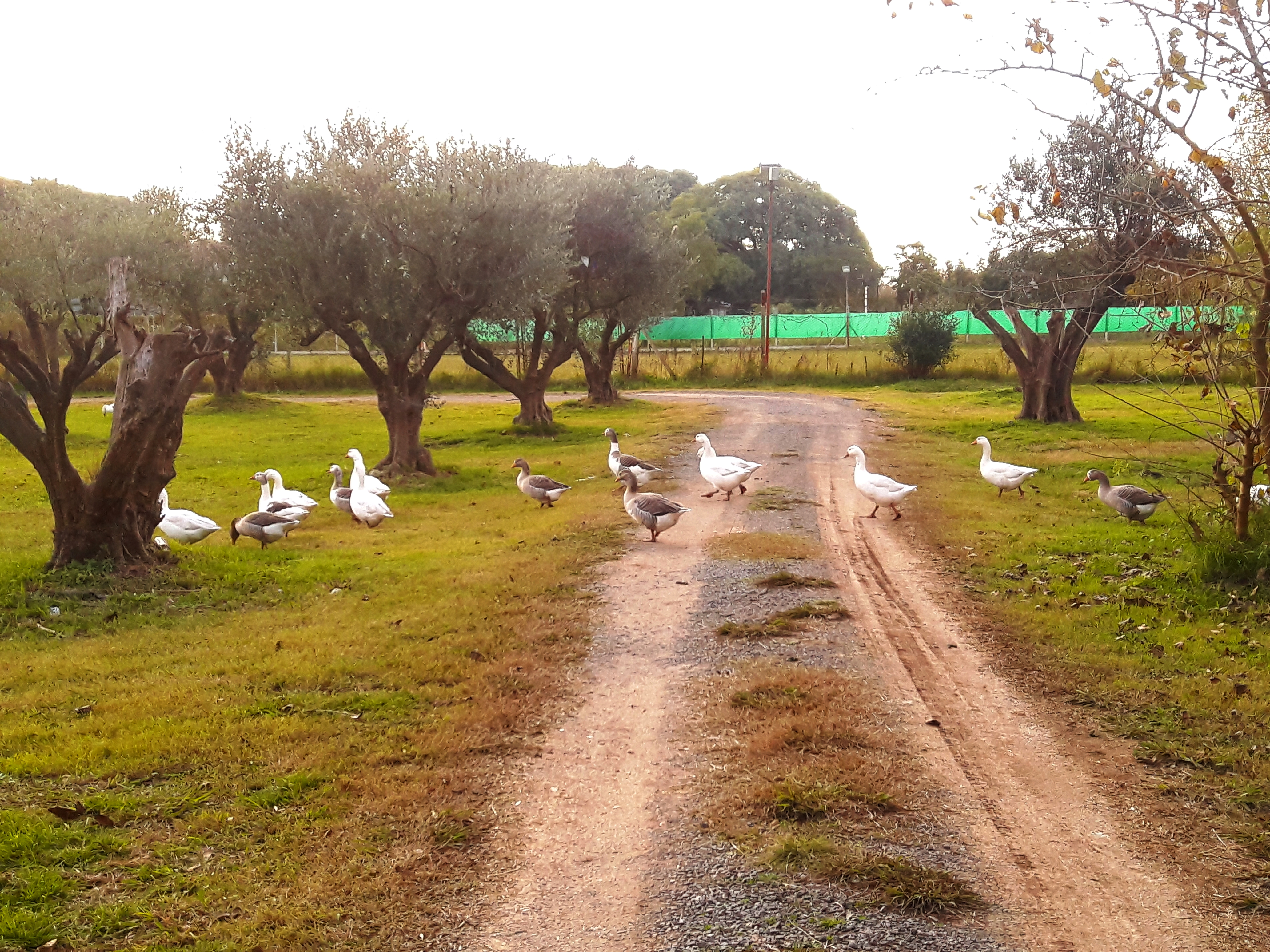
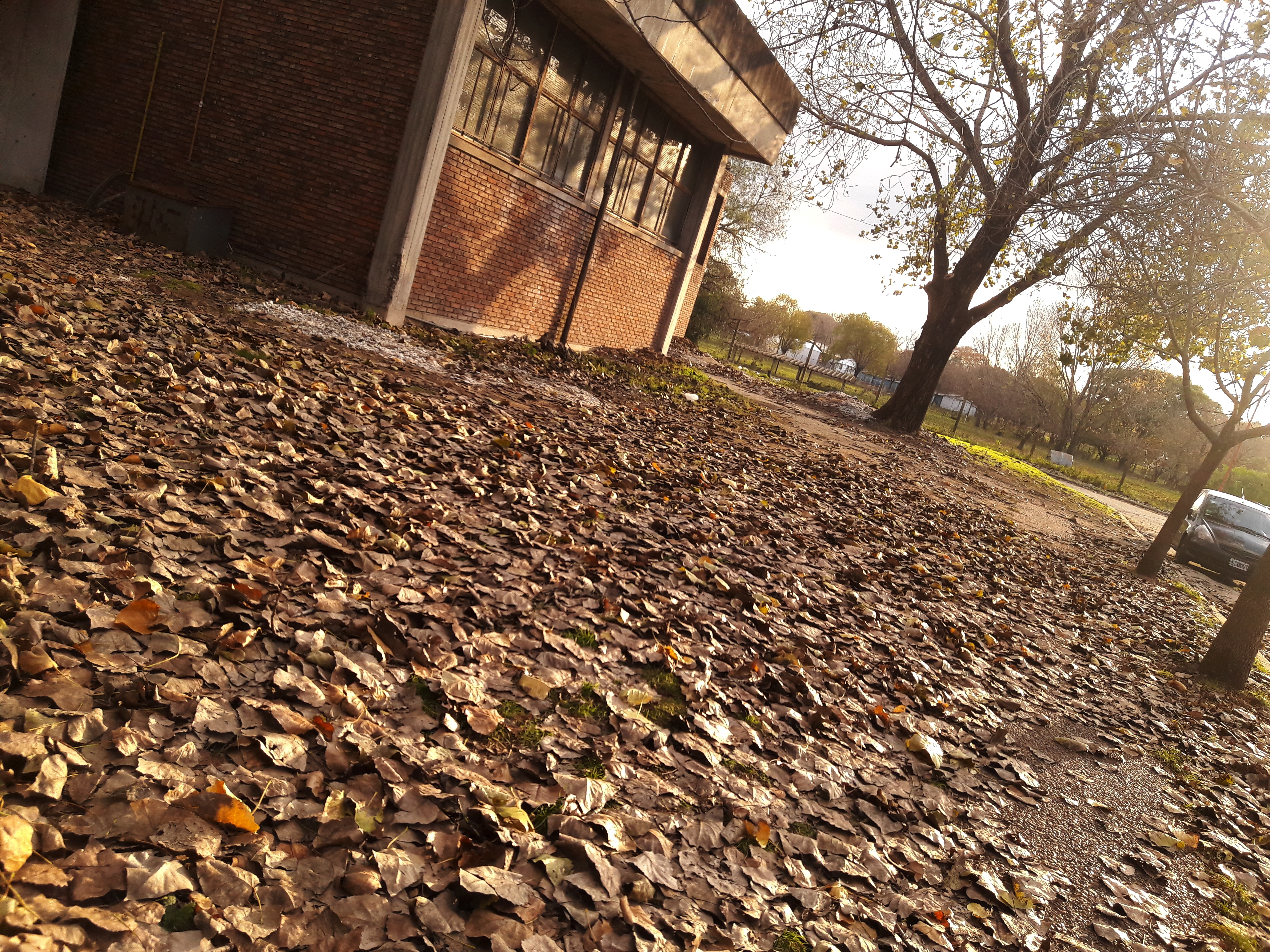
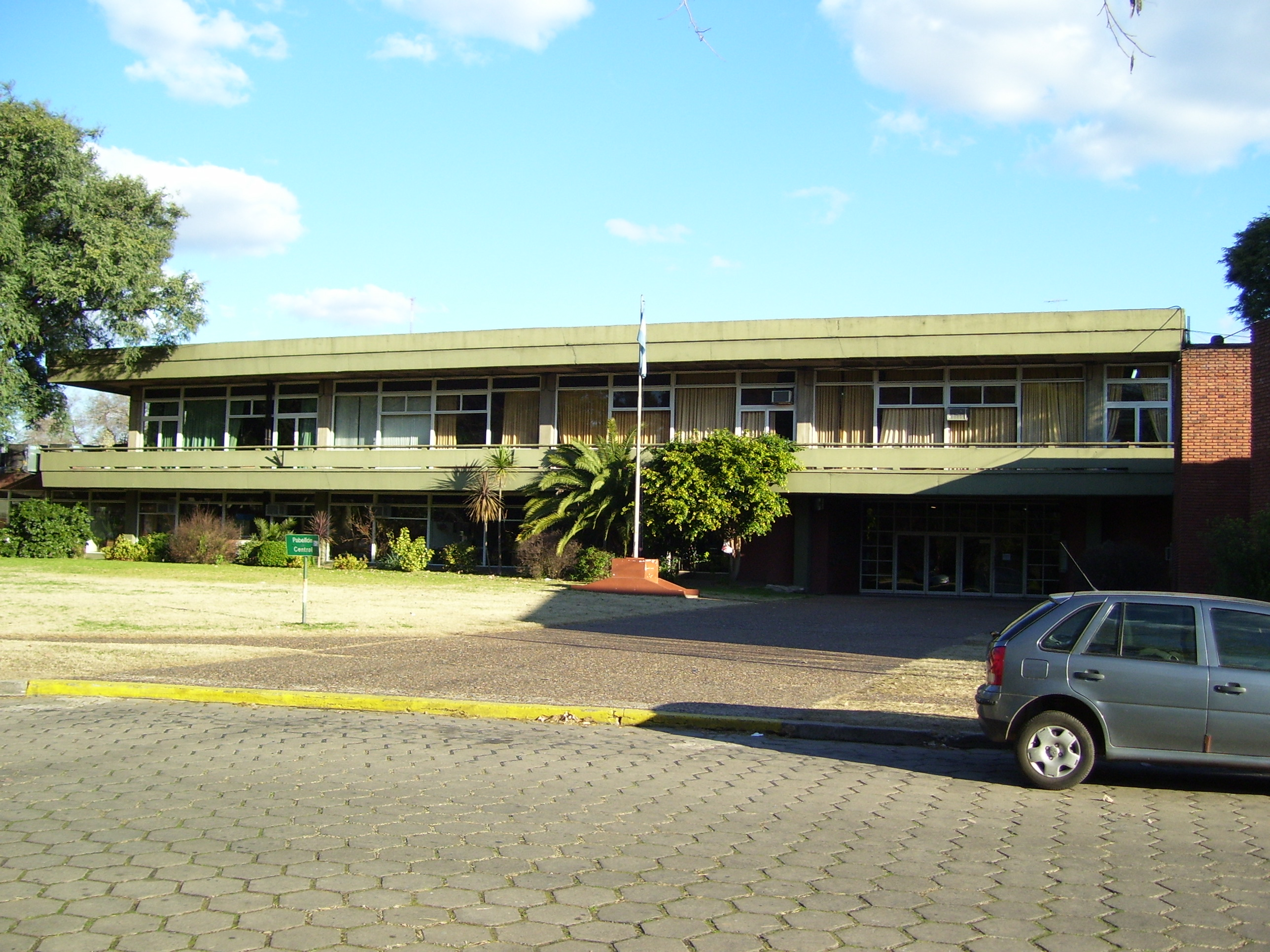